# The Second Hundred Years
The Second Hundred Years – amerykański film z 1927 roku w reżyserii Freda Guiola, pierwszy oficjalny film  z udziałem  duetu komików Flip i Flap.